# Claustropyga sajanica
Claustropyga sajanica är en tvåvingeart som först beskrevs av Werner Mohrig och Evgenia Antonova 1978.  Claustropyga sajanica ingår i släktet Claustropyga och familjen sorgmyggor. Inga underarter finns listade i Catalogue of Life.